# Ryszard Sochocki
Ryszard Sochocki (ur. 1932, zm. 13 listopada 1998 w Warszawie) – polski uczony, specjalista w zakresie elektrotechniki maszyn elektrycznych i elementów automatyki, profesor zwyczajny Politechniki Warszawskiej. 

## Życiorys
W 1954 uzyskał na Politechnice Warszawskiej stopień inżyniera, od 1955 pracował na uczelni jako asystent. W maju 1956 uzyskał stopień magistra inżyniera elektryka, w 1957 został starszym asystentem w Pracowni Małych Maszyn Elektrycznych Zakładu Elektrotechniki PAN. 8 października 1964 obronił przygotowaną pod kierunkiem prof. Tadeusza Śliwińskiego pracę doktorską „Silniki synchroniczne małej mocy z trwałymi magnesami i rozruchem indukcyjnym", a następnie został adiunktem. W 1972 został samodzielnym pracownikiem naukowo-badawczym w Instytucie Cybernetyki Stosowanej, od października 1975 był związany z Instytutem Maszyn Elektrycznych. W latach 1981–1984 i 1984-1987 tj. przez dwie kadencje pełnił funkcję prodziekana Wydziału Elektrycznego PW ds. nauki, we wrześniu 1984 został profesorem nadzwyczajnym. Od 1984 przez cztery lata był zastępcą redaktora naczelnego czasopisma „Rozprawy Elektrotechniczne," od 1988 pełnił taką funkcję w czasopiśmie „Archiwum Elektrotechniki". Od 1987 przez dwie kadencje był dyrektorem Instytutu Maszyn Elektrycznych, w 1993 został kierownikiem Zakładu Elektrycznych Maszynowych Elementów Automatyki. Od 1996 r. był członkiem Komitetu Elektrotechniki PAN, w 1997 objął stanowisko profesora zwyczajnego.
Dorobek naukowy Ryszarda Sochockiego obejmuje 53 publikacje, w tym 6 książek, jeden skrypt, 47 opracowań niepublikowanych oraz 7 patentów.
Pochowany na cmentarzu miejskim w Płocku.

## Nagrody i odznaczenia
- dwie zespołowe nagrody w konkursach „Mistrz Techniki”,
- pięć nagród Ministra NSzWiT,
- dziesięć nagród Rektora Politechniki Warszawskiej,
- Złoty Krzyż Zasługi,
- Medal Edukacji Narodowej.